# Chiesa di Santa Maria dell'Orto (Castellammare di Stabia)
La chiesa di Santa Maria dell'Orto è una chiesa monumentale situata nel centro storico di Castellammare di Stabia e appartenente alla parrocchia della Concattedrale di Santissima Maria Assunta e San Catello.

## Storia

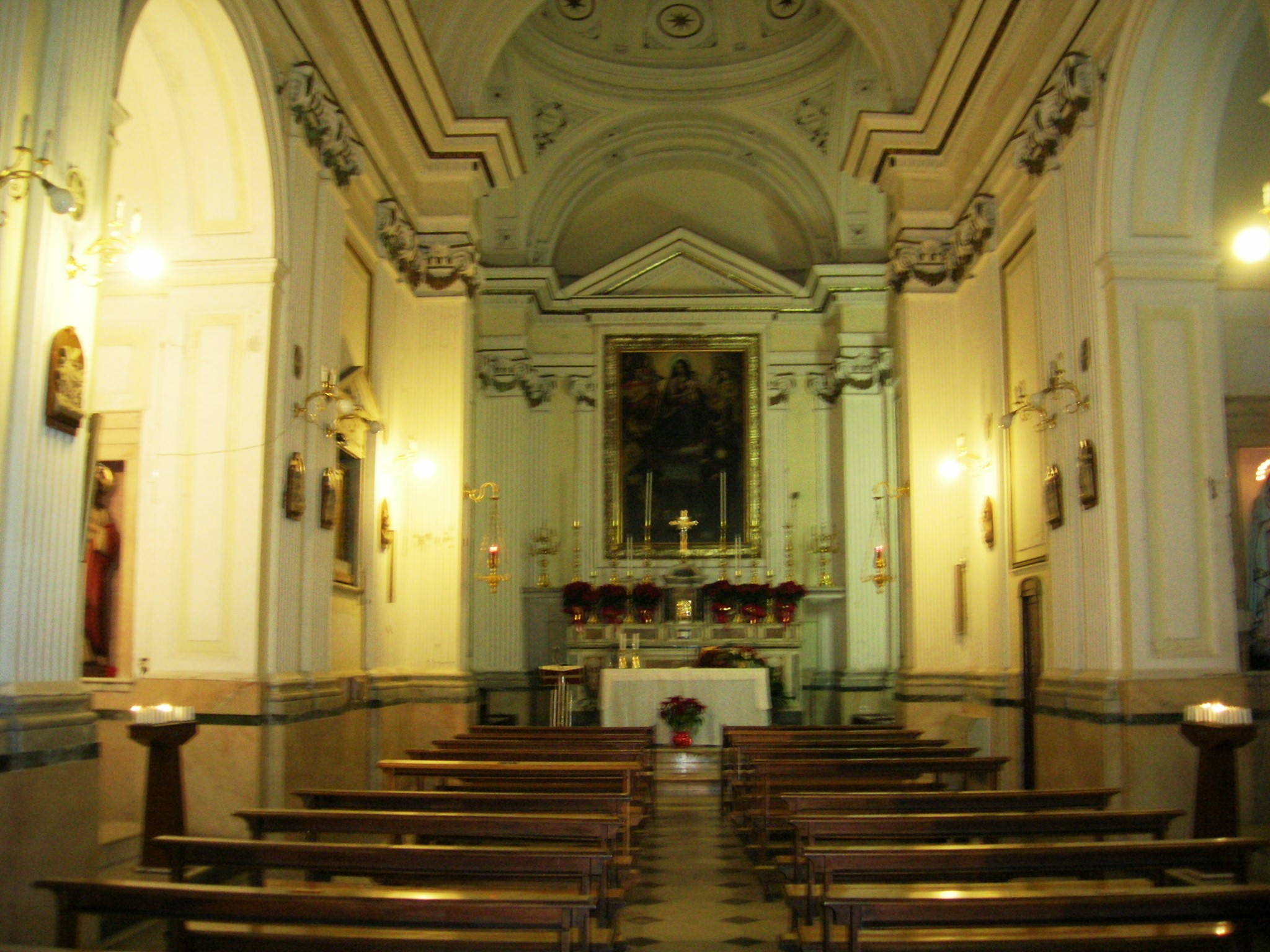
L'interno

Anticamente, fuori le mura di Castellammare di Stabia, nei pressi della porta del Quartuccio, dove iniziava la zona agricola, sorgeva una piccola chiesa dedicata a sant'Antonio Abate, costruita per volere della famiglia De Majo. Il 10 luglio 1580 fu donata alla congrega degli Ortolani che la intitolarono a santa Maria dell'Orto, mentre nel 1620 passò ai Padri Agostiniani, che la ressero fino alla soppressione degli ordini religiosi, voluta da Napoleone Bonaparte, nel 1799. Il 10 dicembre 1961, per volere del sacerdote Ugo di Capua, cominciarono importanti lavori di restauro, sotto la direzione dell'ingegnere Vincenzo Buonocunto, che portarono all'abbattimento di numerose piccole botteghe e diversi piani abitabili che si trovavano attaccati alla chiesa, che servivano un tempo alla congrega degli ortolani, divenuta poi di san Giovanni di Dio, per far posto a diversi locali utilizzati per momenti ricreativi, sempre inerenti alle attività della chiesa. Fu inoltre restaurato l'interno: vennero rifatti gli stucchi, fu rifatto l'impianto d'illuminazione, restaurati i confessionali e sistemata la facciata esterna. Danneggiata lievemente dal terremoto dell'Irpinia del 1980, fu restaurata tra la fine degli anni ottanta e l'inizio degli anni novanta.

## Struttura

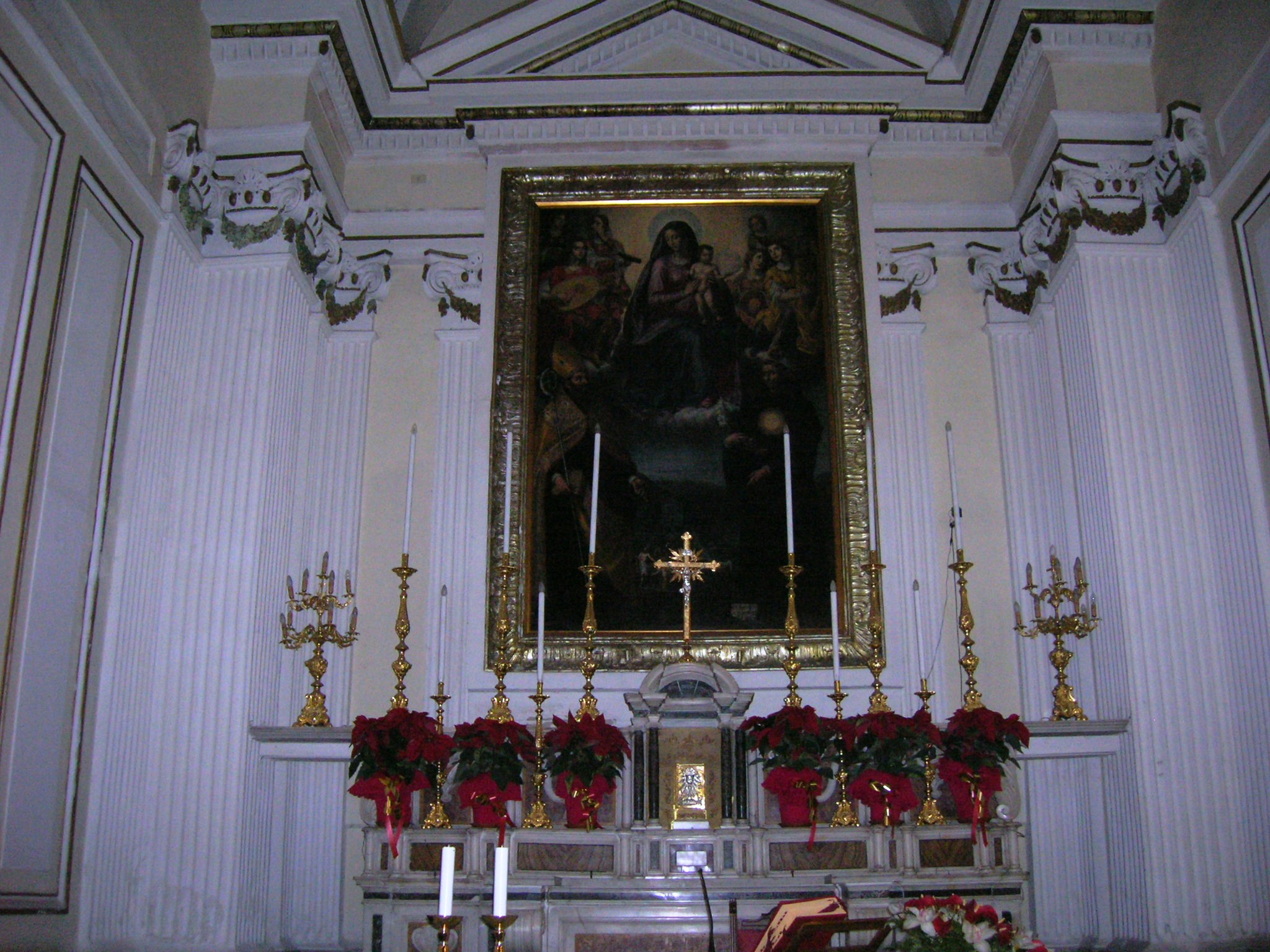
La tela della Madonna col Bambino sull'altare maggiore

La facciata della chiesa, in stile neoclassico, si presenta divisa in due parti da una trabeazione: la parte inferiore è caratterizzata dal portale d'ingresso, in bronzo, realizzato nel 1992 da Antonio Gargiulo, sul quale sono presenti sei scene quali Cristo e gli angeli che portano la croce in cielo, san Giovanni di Dio tra i malati, il terremoto del 1980, una copia del dipinto presente sull'altare maggiore, una scena di agricoltori al lavoro e una riproduzione de La zattera della Medusa di Théodore Géricault. Ai lati del portale due coppie di semplici lesene, sormontato da una lapide che riporta l'iscrizione:
La parte superiore invece reca al centro una trifora e ai lati una coppia di lesene capitellate: la facciata culmina a timpano, sulla cui sommità è posta una croce. L'interno è a navata unica, con volta a botte decorata a stucco e con due cappelle laterali: sul lato destro la cappella è dedicata a san Giovanni di Dio, con un dipinto del santo, realizzato nel 1869 da Achille Jovine e restaurato nel 1974 e due piccole nicchie laterale che ospitano la statua di sant'Anna e quella della Madonna. La cappella sinistra invece è dedicata a santa Lucia, con dipinto del 1989 di Antonio d'Alessandro; nella cappella una piccola nicchia ospita la statua del Sacro Cuore di Gesù. La zona del presbiterio, con cupola emisferica, presenta una mensa in marmo, decorato con un bassorilievo che raffigura la Pietà; sulla parete, al di sopra dell'altare policromo, un dipinto di Ippolito Borghese, realizzato nel 1621, commissionata dagli stessi ortolani e restaura agli inizia degli anni 2000, raffigurante la Madonna, incoronata nel 1892 dal vescovo Vincenzo Maria Sarnelli, con in braccio il bambino Gesù, contornata da angeli, con ai piedi sant'Agostino e san Giovanni di Dio, che osservano il mondo contadino sottostante, con gli ortolani che sembrano rivolgere le proprie preghiere alla vergine; nel dipinto si intravede una chiesa simile a quella di santa Maria dell'Orto. Sulla parete destra della chiesa, appena subito dopo l'ingresso, è posto un crocefisso ligneo del XVI secolo, mentre sul lato sinistro è posizionato un altorilievo in terracotta, realizzato nel 1992 da D'Alessandro, raffigurante la Risurrezione di Gesù; sullo stesso lato, ma nei pressi dell'altare maggiore, in una nicchia, è una statua della Madonna del Rosario di Pompei. In fondo alla chiesa, sul portale d'ingresso, è montato l'organo, mentre due lapidi marmoree ricordano la venuta di Giovanni Paolo II, nel 1992, a Castellammare di Stabia e l'incoronazione del quadro della Madonna. All'esterno, una piccola torre campanaria.